# Чачба, Гасан-бей
Хасан-бей Чачба - богатый и влиятельный абхазский князь один из пяти родных сыновей Келеш-бея Чачба (Шервашидзе). Был законным наследником на абхазский престол, но отказался от титула.

## Роль в политике
Гасан еще в молодости отказался от своих претензий на отцовский трон, за что получил права над  областью между реками Шицкуара и Кодор.
После семейных кровавых интриг затеянных Ниной Дадиани и Сефер-беем Чачба владетеля абхазов убивают и на его место встает сам Сефер (по крещеному имени - Георгий Шервашидзе/Чачба), он пытается установить над княжеством российский протекторат и отдает подданство России в 1810, что не нравится законному наследнику Аслан-бею (старшому сыну Келеш-бея), а также всем его братьям, которые должны были править после него, включая Гасан-бея, пользуясь поддержкой союзной Турции, свободолюбивого народа Абхазии и Черкесии они противостоят силам Сефер-бея и России, в том же году Аслан-бей был разгромлен и вынужден бежать в Садзен.
Он возвращается в 1821 и поднимает восстание из 12 тысяч человек, которое было подавлено в ноябре.
В 1821-1822 Тамара (мать племянника Гасан-бея Михаила Шервашидзе) начинает претендовать на его владения, пользуясь поддержкой командования царских войск она пленит его и отправляет в Сибирь.
Около 1826-1827 Гасан-бей возвращается домой.
В 1830 также упоминается некий Хасанбей который "пытался отговорить" пятитысячный абхазский отряд от нападения на русских.
После этого политическая деятельность Гасан-бея останавливается, и видимо после того как его брат сдался он не заручился достаточной поддержкой Турции чтобы сопротивляться. Также возможно что Гасан бей вовсе не поддерживал Турецкую политику.

## Жизнь и владения
Гасан-бей был влиятельным князем, он принимал иностранных гостей, его сумел увидеть путешественник Дюбуа де Монперре, он угощал гостей донским вином, но сам его не пил, у него всегда с собой была два пистолета, дом был украшен ружьями и шашками, а сам он носил зеленую черкесску.
У него была дача у подножья горы Ма-рух куда он чаще отпровлял отдыхать семью.

## Религия
Аслан бей просил два раза у русского командования устроить мечеть в Абхазии и получил отказ, источники описывают его как "ревностного мусульманина."

## Семья
Зураб - дядя/дед
Келешбей - отец
Асланбей - старший брат
Зекирбей - родной брат
Таирбей - родной брат
Баталбей - родной брат
Сефербей - внебрачный сын его отца, младший родной брат
Дмитрий - племянник
Михаил - племянник